# 顏宗儀

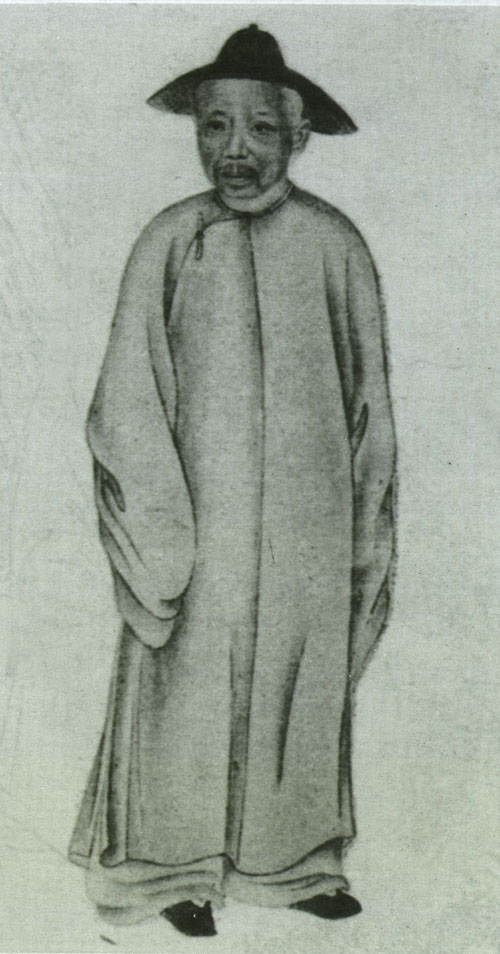
涵芬楼《清邃堂遗诗》之《顏宗儀像》

顏宗儀（1822年—1881年），字挹甫，号雪庐，浙江海盐人。清朝官員、诗人。

## 生平
咸丰三年（1853年）癸丑科进士。改庶吉士，授编修，迁广东候补道。工詩，有《梦笠山房诗存》。